# 118-та окрема бригада територіальної оборони (Україна)
118-та окрема бригада територіальної оборони імені отамана Лютого-Лютенка (118 ОБрТрО) — з'єднання Сил територіальної оборони України. Дислокується у Черкаській області. Входить до складу 12-го армійського корпусу.
Була створена у 2018 році як кадроване формування. З 2022 року бере участь у боях у ході російського повномасштабного вторгнення.

## Історія
7 листопада 2018 року в Черкаській облдержадміністрації на прес-конференції військовий комісар області Євгеній Курбет повідомив про створення 118-ї окремої бригади територіальної оборони. У її складі було 6 підрозділів (батальйонів) в містах Сміла, Золотоноша, Умань, Жашків, Звенигородка та Черкаси. Бригаду очолив підполковник Анатолій Стуженко. Бригада була створена за наказом Президента України, в рамках реформування Збройних сил України.
5–11 серпня 2019 р., на Черкащині пройшли заняття у рамках навчань 118-ї окремої бригади територіальної оборони з вогневої підготовки, тактичної медицини, інженерної підготовки, основ топографії та зв'язку. До навчань залучений особовий склад управління бригади та шести окремих батальйонів, що входять до її складу. Понад 150 резервістів з Черкаської області прибули до обласного та районних військкоматів. Відбулися лекційні заняття, практичні вправи, а також тренування тактико-стройовими заняттями з управління підрозділами на визначених місцях. Навчання відбулися в м. Черкаси та у шести районах області.

### Російське вторгнення 2022 року
Під час російського вторгнення в Україні у 2022 році у квітні сили бригади були залучені у боях за м. Попасна, де вони тримали оборону протягом 14 днів.
14 жовтня 2022 року президент України Володимир Зеленський урочисто вручив командирові бригади тероборони Анатолію Стуженку бойовий прапор.
30 червня 2023 року відзначила п'ять років із дня заснування.
В січні 2025 бригада захопила покинутий ворогом танк Т-62М біля населеного пункту Верхньокам'янське, Бахмутського району Донецької області. Оскільки підрозділ не мав власних механіків, які могли б керувати танком, для цього був залучений механік-водій зі складу 54-ї ОМБр.

## Структура
- управління 118 ОБрТрО (Черкаси)
- 156-й окремий батальйон територіальної оборони (Черкаси)
- 157-й окремий батальйон територіальної оборони (Золотоноша)
- 158-й окремий батальйон територіальної оборони (Сміла Черкаського району)
- 159-й окремий батальйон територіальної оборони (Звенигородка)[10]
- 160-й окремий батальйон територіальної оборони (Умань)
- рота матеріально-технічного забезпечення
- вузол зв'язку
- зенітний взвод

## Командування
- (2018 — 9.07.2024) — полковник Стуженко Анатолій Ілліч[11]
- (9.07.2024 —) — підполковник Ярослав Попко[12]

## Втрати
- 26 квітня 2022 — старший солдат Пахомов Євгеній Сергійович
- 28 квітня 2022 — солдат Осадчий Віталій Володимирович
- 29 квітня 2022 — Шандра Володимир Іванович «Балу» старший сержант. Загинув під час виконання бойового завдання в населеному пункті м. Попасна
- 19 грудня 2022 — Неженець Аркадій Аркадійович. 36 років, м. Київ. Молодший сержант, 160 ОБТрО. Загинув біля села Верхньокам'янське на Донеччині[13]
- 8 листопада 2023 — Андрій Довгополик «Перець», солдат. Загинув в районі села Іванівське під Бахмутом на Донеччині.[14]
- 24 січня 2023 — Марков Руслан Валерійович «Марк», солдат. Загинув в районі Вугледар на Донеччині.
- 2023 — Зубинін Антон, «Зуб» солдат. Загинув с. Іванівське під Бахмутом на Донеччині, виконуючи бойову задачу.
- 5 травня 2024 - Валентин Титкач, 22 березня 1999, с. Спаське. Мобілізований 13 квітня 2022. Загинув під час виконання бойового завдання біля населеного пункту Великі Новосілки на  Донеччині.
- 22 липня 2025 - Микола Проців, 34 роки. Із 2014 року брав участь в АТО у складі 128 окремої гірсько-штурмової Закарпатської бригади. У 2023 році знову долучився до боротьби з окупантом.

## Нагороджені
- Степаненко Петро Володимирович (1978—2023) — молодший сержант, Герой України (2025, посмертно).